# Zélio Alves Pinto
Zélio Alves Pinto  (Caratinga, 20 de fevereiro de 1938) é um pintor, jornalista, artista gráfico, escritor, caricaturista e ilustrador brasileiro. É um dos fundadores do jornal O Pasquim, do Salão Internacional de Humor de Piracicaba (SP, 1974), do Salão Internacional de Humor Gráfico das Cataratas do Iguaçu (PR, 2003), e irmão do cartunista e escritor Ziraldo. É casado com a cartunista Ciça, o casal teve três filhos: a artista gráfica Ana Cecília, o dramaturgo Pedro Vicente e o ator Fernando Alves Pinto.

Como autor literário, coordenou a edição de alguns livros, como Cadernos Paulistas, História e Personagens, Bayer, Noventa Anos de Brasil, O Humor no Brasil de Hoje e Vinte Anos Pagando o Pato; e escreveu as ficções Sem Sahida, O Navegador e o Príncipe, O Homem dentro do Poste. Como artista gráfico e jornalista promoveu a reforma editorial e gráfica em diversos jornais e revistas no país e nos anos 1970 enquanto promovia a reforma gráfica na Folha de S.Paulo e produzia programas na TV Cultura (A Arte de Fazer Rir e Cultura em Questão), coordenou a edição do Salão Mackenzie de Humor e Quadrinhos e a criação do Salão Internacional de Humor de Piracicaba que se prepara para comemorar sua 40ª edição. Foi diretor dos Museus do Estado de São Paulo onde criou o Sistema Estadual de Museus e traçou a política estadual para as instituições oficiais. Coordenou a construção da sede do Arquivo do Estado e atuou como secretário adjunto de Cultura no Estado de São  Paulo. O crítico e pesquisador Enock Sacramento lançou recentemente o livro "Zélio: 50 Anos de uma Aventura Visual" onde recupera a carreira do artista e jornalista desde seus tempos, nos anos sessenta em Minas, até os dias atuais reproduzindo cerca de 500 imagens criadas pelo artista em sua carreira.
Em 2006, Zélio foi envolvido em uma polêmica no primeiro Festival Internacional do Humor Gráfico das Cataratas do Iguaçu (Festhumor) e no “Fantur - Iguassu dê uma volta por aqui”, em ação movida pelo Ministério Público Federal. Segundo o advogado, Zélio foi responsável pela organização do evento nos dias das atividades e houve confusão em relação aos pagamentos das diárias. Segundo o advogado, não houve pagamento duplicado. "Se tivesse havido, o Zélio teria pago mais do que o que ele recebeu". 
Zélio vive em São Paulo, é casado com a escritora Ciça e tem três filhos.